# Taylor-Swetnam & Co.
Taylor-Swetnam & Co. war ein britischer Automobilhersteller, der nur 1913 in Coventry (Warwickshire) ansässig war.
Die Firma wurde 1911 von Frank Taylor und George Swetnam gegründet, die beide schon Erfahrung in der Fahrradindustrie gesammelt hatten. Swetnam hatte 1908 ein 
Patent  GB190817490A.‌
zur Verbesserungen bei Vergasern für Verbrennungsmotoren erhalten. 
Der Taylor-Swetnam war ein Leichtfahrzeug, das von einem Zweizylinder-Reihenmotor angetrieben wurde.

## Quelle
- David Culshaw & Peter Horrobin: The Complete Catalogue of British Cars 1895–1975. Veloce Publishing plc. Dorchester (1997). ISBN 1-874105-93-6